# 悶々法人 バリキャリ男喰い
『悶々法人 バリキャリ男喰い』（もんもんほうじん バリキャリおとこぐい）は、2022年に公開された日本映画。

## 概要
2022年3月11日、上野オークラ劇場ほかで劇場公開。
新型コロナウイルス禍中だったこともあり、脚本の橘によれば第12稿まで台本を直し、加えて上映日程にも遅れが出たという。撮影段階での台本タイトルは「HHH」。

## あらすじ
ファッションWebマガジンの編集長・華子。男好きの女性のためのファッション誌というニッチな需要のWebマガジン更新は重責かつ多忙を極め、日々ストレスを感じていた。これまでは同じ編集部員で右腕だった榊原との営みでこれを解消していたが、華子の性欲の強さに敗れたことで退職。性欲解消の術がなくなっていた。
そんなとき、新入社員として入ったエンジニア・板屋の股間の見事さに衝撃を受ける。板屋を落すため、華子は大学の同期であり、板屋が大ファンの女優・桃子の協力を得ることにも成功する。

## キャスト

### ハレホラヒ編集部
ファッションwebマガジン。キャッチコピーは「着るを観る」。
華子
演 - 希島あいり
ハレホラヒ編集長。肉食系キャリアウーマン。自身で企画してスタートしたセックス特集が人気を集める。ビール会社とのコラボでアルコール飲料「HOLAHILE」を出すなどの実績があり、編集部内の冷蔵庫にも多数在庫がある。巨根好きで「ハートは後からついてくる」がモットー。
板谷
演 - Kent
編集部が入居する出版社の新入社員。エンジニア。webエンジニア歴は長いが、ファッションマガジンに関わるのは初めて。ズボンの上からでもわかる巨根の持ち主だが、コンプレックスともなっている。桃子とは蕨法経大学演劇部の先輩後輩であったが、一方的に恋焦がれており、桃子に記憶はない。自分に自信がなく、疲れるとすぐに寝てしまう体質。一方でエンジニアとして優秀であり、サイトのハッキング、情報流出危機にも迅速に対処し、防御した。
雅衣
演 - 初愛ねんね
眼鏡の編集部員。声が小さい。
伊藤
演 - パスタ功次郎
顔の濃い編集部員。喋りがぎこちない。

### その他の人物
岩下桃子
演 - 卯水咲流
ドラマやCMにも出ている人気女優。華子とは蕨法経大学の同級生。女優業の傍ら小さなバーを経営しており、密かに事務所社長と交際している。
マネージャーの男
演 - 那波隆史
マナージャー兼事務所社長。
榊原
演 - 古本恭一
元編集部員。左胸に「暁」の文字のタトゥーがある。
俳優の男
演 - なかみつせいじ
桃子が出るドラマの相手役。

## スタッフ
- 監督・編集：工藤雅典
- 脚本：橘満八
- プロデューサー：秋山兼定
- 撮影：井上明夫
- 照明：小川満
- 音楽：たつのすけ
- 録音・整音：大塚学
- VFX：竹内英孝
- 助監督：永井卓爾
- 監督助手：赤羽一真
- 演出部応援：岡元太、長谷川千紗
- 撮影助手：林雄一郎
- 照明助手：広瀬寛巳
- ポスター：MAYA
- 協力：浅生マサヒロ、KOMOTO DUCTK、池袋・バレルハウス
- 仕上げ：東映ラボ・テック
- 制作：ネクストワン
- 提供・配給：オーピー映画